# Литокарпус
Название «Литокарпус» иногда используется по отношению к роду Аптения из семейства Аизовые, синонимом которого является название Litocarpus L.Bolus.
Литока́рпус, или камнепло́дник (лат. Lithocarpus), также паза́ния, — род деревянистых растений семейства Буковые (Fagaceae). Распространён в тропических регионах Азии.

## Ботаническое описание
Вечнозелёные деревья и кустарники, иногда с досковидными корнями. Молодые побеги с золотисто-бурым или ржаво-бурым опушением. Верхушечные почки яйцевидные до эллипсоидных, со спирально расположенными чешуйками. Прилистники перпендикулярны черешкам, быстро опадающие. Листья спирально расположенные, простые, кожистые, часто с волнистым краем, по крайней мере с нижней стороны обычно более или менее опушённые. Черешки цилиндрические, короткие.

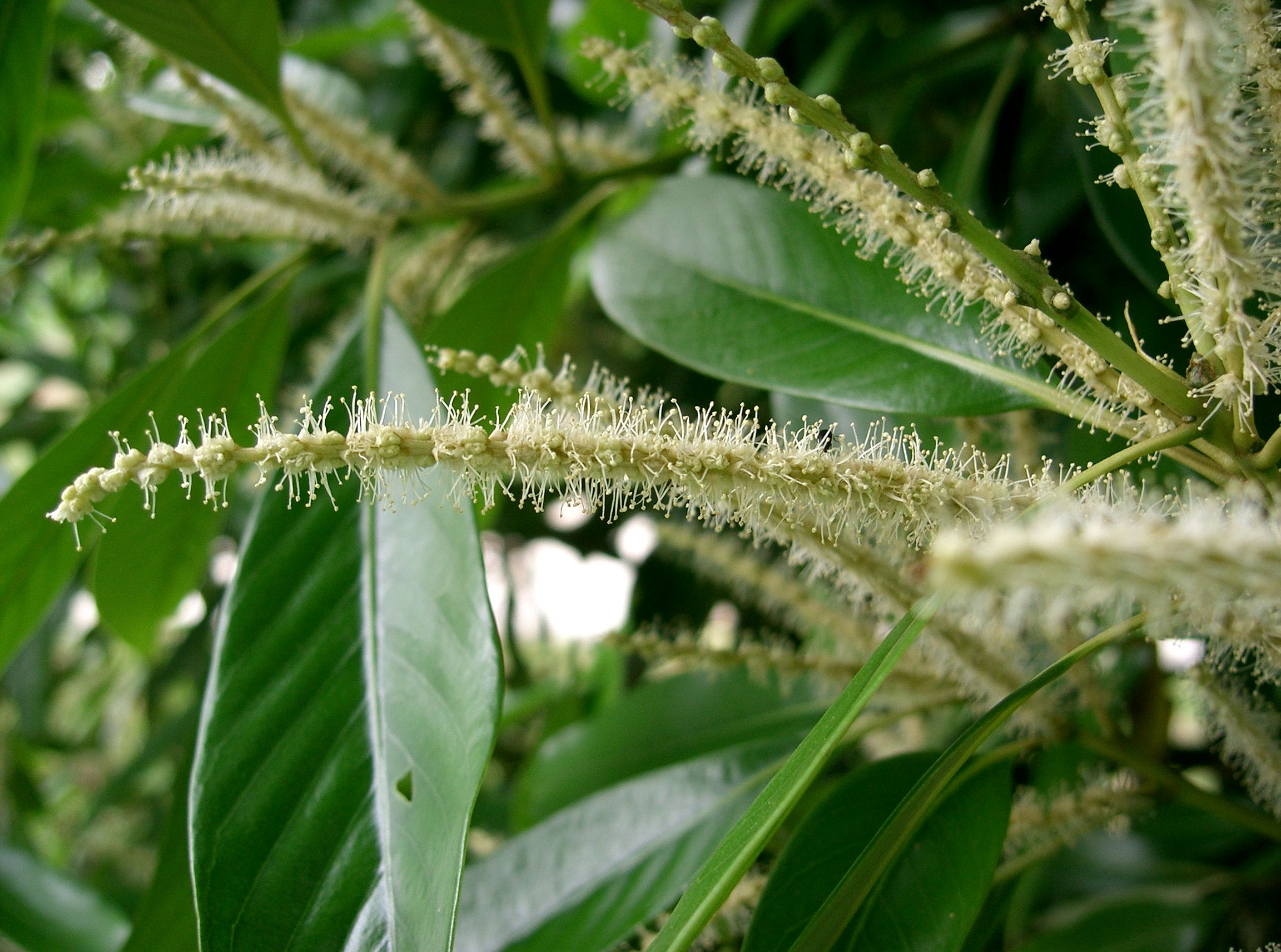
Тычиночные цветки литокарпуса съедобного

Соцветия тычиночные и пестичные либо смешанные, прямые, волосистые. Тычиночные соцветия располагаются в пазухах листьев либо в метёлках на отдельных побегах, ось простая или разветвлённая. Тычиночные цветки одиночные или по 3—7(30) в дихазиях мужского соцветия или в верхней части смешанного соцветия. Венчик тычиночных цветков колокольчатый, обычно шестилепестковый, тычинки в количестве около 12, с голыми нитевидными нитями и бобовидными пыльниками. Стерильный пестик шаровидной формы, волосистый. Пестичные и смешанные соцветия расположены в пазухах верхних листьев. Пестичные цветки одиночные или по 3—7(15) в дихазиях женского соцветия либо в нижней части смешанного соцветия. Венчик также шестидольчатый, имеются 10—12 рудиментарных или довольно хорошо развитых стерильных тычинок. Пестики в количестве 3—6(15), часто срастающиеся.
Плюски сидячие или на плодоножках до 2 см длиной, собраны в зонтики, чашевидной, блюдцевидной или почти шаровидной формы, частично или полностью покрывающие плод. Орешек округлый, с деревянистым перикарпием.

## Ареал

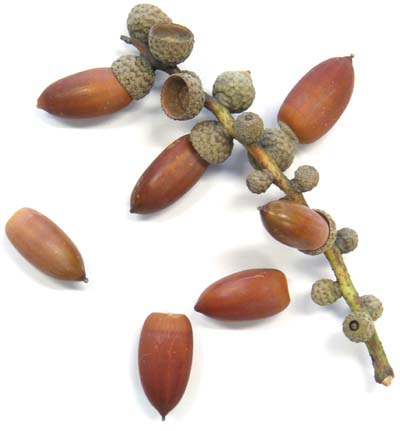
Плоды литокарпуса съедобного

Восточноазиатский тропический род. Распространён на северо-востоке Индии (Ассам), в Непале, Бутане, Китае (отсутствует на северо-западе и западе), Японии, Таиланде, Малезии.

## Таксономия

### Синонимы
- Arcaula Raf., 1838
- Balanaulax Raf., 1838
- Cyclobalanus (Endl.) Oerst., 1867
- Pasania (Miq.) Oerst., 1867
- Quercus subg. Cyclobalanus Endl., 1848
- Quercus subg. Pasania Miq., 1855
- Synaedrys Lindl., 1836

### Виды
Род включает более 330 видов.
Некоторые виды:
- Lithocarpus acuminatus (Roxb.) Rehder, 1919 — Литокарпус заострённый
- Lithocarpus edulis (Makino) Nakai, 1916 — Литокарпус съедобный
- Lithocarpus henryi (Seemen) Rehder & E.H.Wilson, 1916
- Lithocarpus javensis Blume, 1826 typus[1]
- Lithocarpus pseudoreinwardtii A.Camus, 1948